# Terranova da Sibari
Terranova da Sibari es una localidad italiana de la provincia de Cosenza, región de Calabria, con 5.233 habitantes.

## Evolución demográfica
| Gráfica de evolución demográfica de Terranova da Sibari entre 1861 y 2001 |
|                                                                           |
| Fuente ISTAT - Elaboración gráfica por parte de Wikipedia                 |